# Shalimar (Florida)
Shalimar è un comune degli Stati Uniti d'America, situato nello Stato della Florida, nella contea di Okaloosa.